# San Ramón (Beni)
San Ramón è un comune (municipio in spagnolo) della Bolivia nella provincia di Mamoré (dipartimento di Beni) con 6.780 abitanti (dato 2010).

## Cantoni
Il comune è suddiviso in 2 cantoni (popolazione al censimento 2001):
- San Ramón - 5.684 abitanti
- Las Pampitas - 243 abitanti